# Microgomphus schoutedeni
Microgomphus schoutedeni là một loài chuồn chuồn ngô thuộc họ Gomphidae. Loài này có ở Cộng hòa Dân chủ Congo, Kenya, và Uganda. Môi trường sống tự nhiên của nó là các khu rừng đất thấp ẩm nhiệt đới hoặc cận nhiệt đới và sông.